# Červeník
Červeník (Hongaars: Vágvörösvár) is een Slowaakse gemeente in de regio Trnava, en maakt deel uit van het district Hlohovec.
Červeník telt 1.596 inwoners.